# Arame (Maranhão)
Arame é um município brasileiro do estado do Maranhão.  Pelo Censo Demográfico de 2022,  a população da cidade era de 25.517 pessoas.  
A cidade também é lar de José Carlos Souza Silva, mais conhecido como “Naldinho dos Teclados”, um artista que, em 2024, foi notado por realizar covers de músicas de grandes artistas como Alok e Zeeba, sendo reconhecido pelo próprio Alok por seu talento e convidado a participar de um grande show em Brasília. Naldinho realizava pequenos shows em festas e eventos em Arame, sendo popularmente aclamado como “o Alok do Maranhão” por muitos de seus amigos e familiares.

## História
O município de Arame do estado do Maranhão foi fundado em 1988. A cidade tem esse nome de “Arame” por que antes mesmo de ser dada como cidade era cheio de cercas de arame, por isso a denominação.
Elevado à categoria de município com a denominação de Arame, pela lei estadual n° 4867, de 15 de março de 1988, desmembrado de Sana Luzia e Grajaú. Sede no atual distrito de Arame ex-povoado do município de Grajaú.

## Geografia
O território do município de Arame é de 2.976,039 quilômetros quadrados, o que o coloca na posição 26 dentre as 217 cidades do estado do Maranhão. 
Demografia
Sua população no Censo Demográfico de 2000 era de 29.843 habitantes, já no Censo Demográfico de 2010, a populção foi de 31.568 habitantes e pelo Censo Demográfico de 2022 era de 25.517 pessoas. Com isso, houve uma decréscimo da população da cidade nos últimos anos.
Para além, o município de Arame possui uma densidade demográfica de 8,57 habitante por quilômetro quadrado e uma projeção para 2024 de 26.191 pessoas.
Economia 
Em 2021, o PIB per capita do município de Arame era de R$ 8.845,77. Comparando-se com outros municípios do Estado, ficava na posição 122 de 217. Já o percentual de receitas externas em 2023 era de 96,32%, o que o colocava na posição 35 dentre as 217 cidades do Maranhão.
| Salário médio mensal dos trabalhadores formais [2022]                                             | 2,0 salários mínimos |
| Pessoal ocupado [2022]                                                                            | 2.250 pessoas        |
| População ocupada [2022]                                                                          | 8,82 %               |
| Percentual da população com rendimento nominal mensal per capita de até 1/2 salário mínimo [2010] | 57,3 %               |

Fonte: IBGE
Educação
Em 2010, a taxa de escolarização de 6 a 14 anos de idade do município de Arame era de 89,8%. Comparando-se com outros municípios do Estado, ficava na posição 212 de 217. Em relação ao Índice de Desenvolvimento da Educação Básica, no ano de 2023, para os anos inicias do ensino fundamental na rede pública era 4,9 e para os anos finais, 3,5.
| Taxa de escolarização de 6 a 14 anos de idade [2010]             | 89,8 %           |
| IDEB – Anos iniciais do ensino fundamental (Rede pública) [2023] | 4,9              |
| IDEB – Anos finais do ensino fundamental (Rede pública) [2023]   | 3,5              |
| Matrículas no ensino fundamental [2023]                          | 5.261 matrículas |
| Matrículas no ensino médio [2023]                                | 1.065 matrículas |
| Docentes no ensino fundamental [2023]                            | 456 docentes     |
| Docentes no ensino médio [2023]                                  | 69 docentes      |
| Número de estabelecimentos de ensino fundamental [2023]          | 101 escolas      |
| Número de estabelecimentos de ensino médio [2023]                | 5 escolas        |

Fonte: IBGE